# Elachista contisella
Elachista contisella is een vlinder uit de familie grasmineermotten (Elachistidae). De wetenschappelijke naam is voor het eerst geldig gepubliceerd in 1922 door Chretien.
De soort komt voor in Europa.